# 内閣府庁舎
内閣府庁舎（ないかくふちょうしゃ、英語: Cabinet Office Building）は、日本の合同庁舎。

## 概要

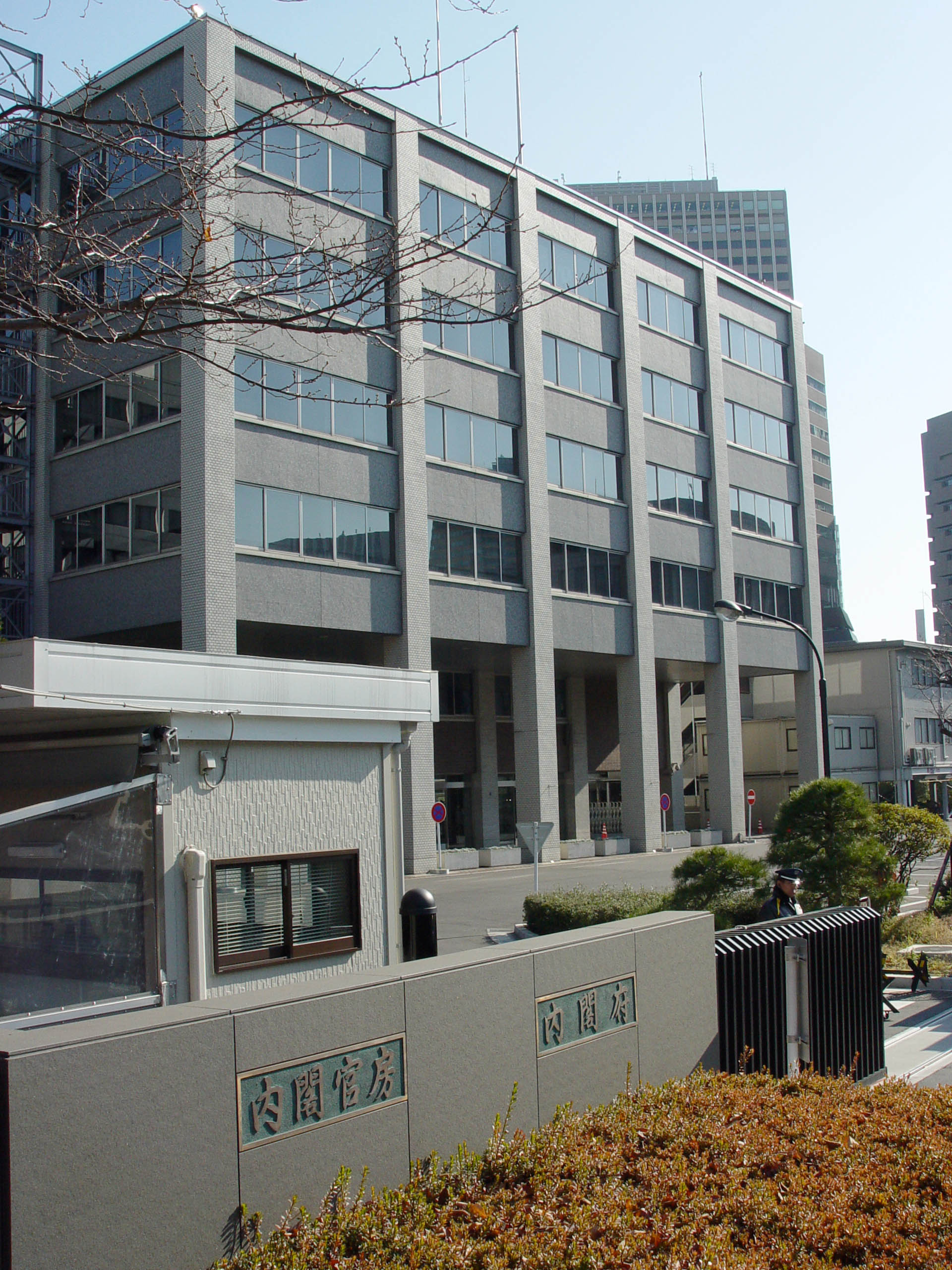
内閣府庁舎と門扉（2005年12月）

東京都千代田区に立地する合同庁舎である。内閣府本府庁舎とも呼ばれる。
ビルとしての名称は「内閣府庁舎」であるが、内閣府以外にも内閣官房が入居している。同じ敷地内に中央合同庁舎第八号館も立地しており、双方を一体として運営がなされている。

## 沿革
1962年（昭和37年）、総理府庁舎として建てられた。鉄筋コンクリート造で地上6階、地下1階で構成されている。内閣官房や内閣府といった複数の官公庁が入居している。その後、耐震性が問題となったことから、免震レトロフィットを実施した。この手法により、既存の庁舎の免震化を図り、地震時に庁舎に対して作用する力を低減させた。その結果、既存の構造体に対する補強をほとんどせずに、耐震性能の向上を実現した。
2020年度より、内閣府新庁舎建設に伴う改修事業が開始された。

## 入居機関
- 内閣官房[1]
- 内閣府[1]

## 略歴
- 1962年 - 竣工[1]。
- 2001年 - 内閣府庁舎に改称。